# Sächsisches Staatsministerium der Justiz

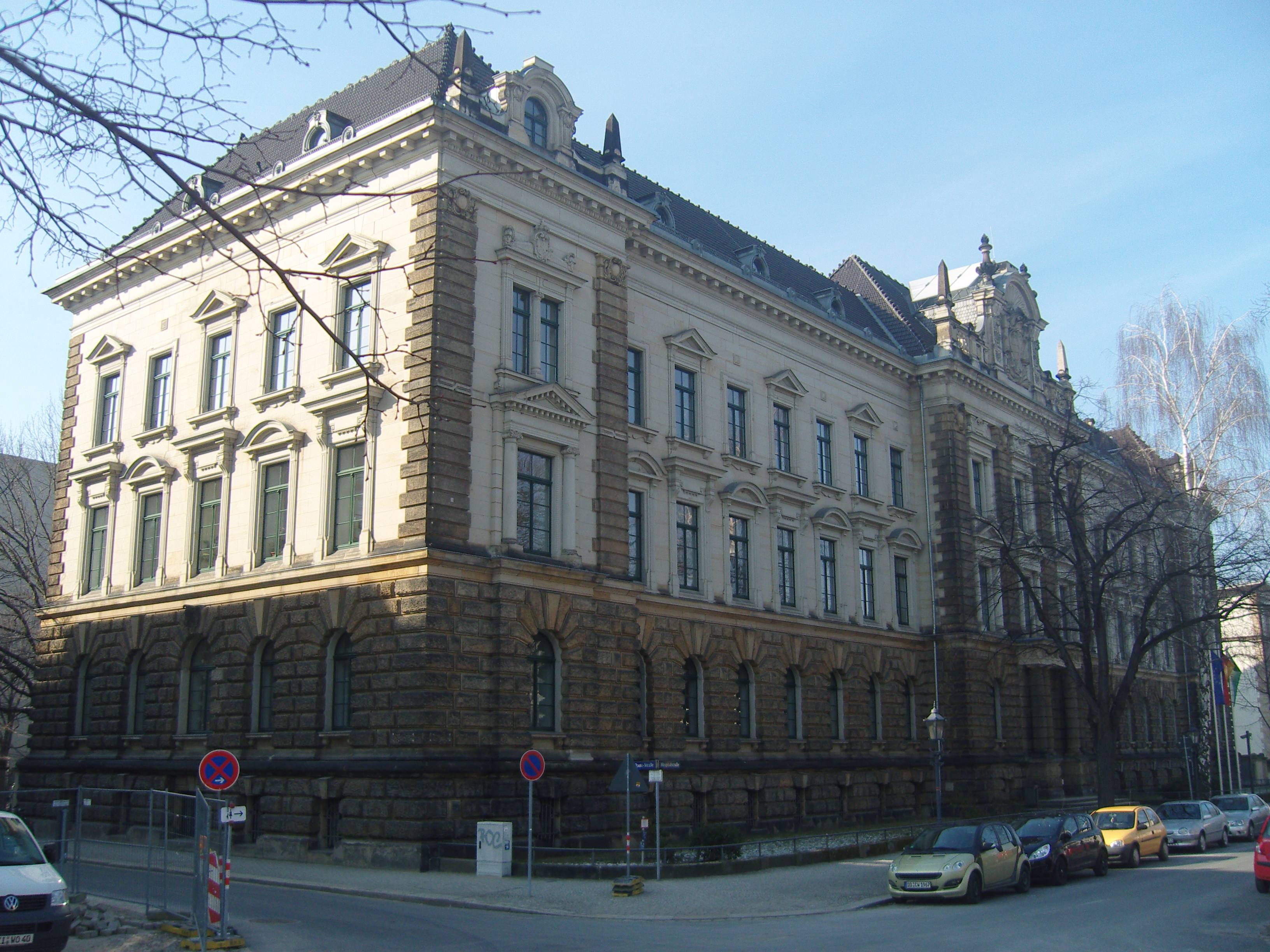
Gebäude des Ministeriums

Das Sächsische Staatsministerium der Justiz (SMJus) ist als Justizministerium eine Oberste Landesbehörde des Freistaates Sachsen mit Sitz in der Landeshauptstadt Dresden.

## Geschichte
Ein Justizministerium gab es in Sachsen seit Verabschiedung der Verfassung von 1831. Es war damit eines der ältesten Ministerien Sachsens. 1934 wurde es erstmals aufgelöst, 1945 jedoch wieder eingerichtet. Mit der Gründung der DDR 1950 wurde es abermals abgeschafft. Seit der Neuerrichtung des Freistaats Sachsen 1990 gibt es wieder ein sächsisches Justizministerium.
In der fünften Wahlperiode des Landtags (2009–2014) war die Zuständigkeit des Ministeriums um den Bereich Europa erweitert worden, sodass es als Sächsisches Staatsministerium der Justiz und für Europa bezeichnet wurde. Danach hieß es zunächst wieder Sächsisches Staatsministerium der Justiz.
Seit dem 19. Dezember 2024 wird das Justizministerium von Staatsministerin Constanze Geiert (CDU) geleitet. Ihr steht als Amtschef Till Pietzcker zur Seite.

## Sitz
Das Ministerium hat seinen Sitz an der Hospitalstraße 7 in Dresdens Innerer Neustadt zwischen Albertplatz, Carolaplatz und Rosa-Luxemburg-Platz und bildet gegenwärtig den nordöstlichen Abschluss des Regierungsviertels. Die südöstliche Seitenfassade liegt an der Erich-Ponto-Straße, nordwestlich benachbart ist die frühere Baugewerkeschule mit der Adresse Paul-Schwarze-Straße 2. Gegenüber dem Innenhof liegt das Hauptstaatsarchiv Dresden.
Das Justizministerialgebäude wurde 1894 nach Plänen von Max Isidor Krause als Königliches Amtsgericht im Stil der Neorenaissance erbaut. Als Sitz des Justizministeriums diente es erstmals von 1926 bis zu dessen Auflösung im Jahr 1934. Von den Zerstörungen des Zweiten Weltkriegs größtenteils verschont, nutzte die sowjetische Kommandantur das Gebäude von 1945 bis zu ihrem Abzug im Jahr 1992. Das Bundesvermögensamt übernahm es und übertrug es 1993 der sächsischen Staatsregierung, die es nach einer Sanierung wieder für das Justizministerium nutzen wollte. Da es selbst bei sparsamer Raumplanung nicht ausreichend Platz geboten hätte, war geplant, das etwa gleich alte Nachbargebäude an der Paul-Schwarze-Straße 2 zu erwerben und mit einer Brücke zu verbinden. Unterschiedliche Raumhöhen, Planungsunsicherheiten sowie nicht abschätzbare Kosten und Fertigstellungstermine ließen von diesem Plan abkommen. Es wurde daher 1994 entschieden, der Gebäuderückseite zwischen dem Mittelbau und den Seitengiebeln fassadensymmetrisch zwei schmalgefasste Neubauten anzugliedern. Diese sollten sich dabei vom denkmalgeschützten, 100-jährigen Gebäude abheben, jedoch mit ihm optisch harmonieren. Weitere Grenzen schufen erhaltenswerte Bäume im Innenhof sowie die damals erst geplante Erweiterung des Hauptstaatsarchivs. Sanierung und Neubau erfolgten von Januar 1995 bis Dezember 1996, im Januar 1997 erfolgte der Einzug des Justizministeriums. Am 13. Februar 1997, dem 52. Jahrestag der verheerendsten Luftangriffe auf Dresden, erfolgte die offizielle Einweihung.
Da 2016 Benzaldehyd und Naphthalin im Gebäude festgestellt wurden, wurde Anfang 2021 mit der Sanierung begonnen. Als Ausweichquartier dient seitdem ein ehemaliges Bahnverwaltungsgebäude unweit des Bahnhofs Dresden-Neustadt in der Hansastraße 4. Die Sanierung soll Mitte 2025 abgeschlossen werden.

## Aufgaben des Ministeriums
| - Bundes- und Landesverfassung - Verfassungsgerichtshof des Freistaates Sachsen - Vertretung des Freistaates Sachsen vor dem Bundesverfassungsgericht und dem Sächsischen Verfassungsgerichtshof - Grundsatzfragen des Staatskirchenrechtes und grundlegende vertragliche Beziehungen des Staates zu den Kirchen und sonstigen Religionsgemeinschaften des öffentlichen Rechts - Bearbeitung zwischenstaatlicher Angelegenheiten der Rechtspflege - Ausarbeitung von Gesetzentwürfen, soweit nicht andere Staatsministerien zuständig sind - rechtliche Begutachtung von Gesetzentwürfen, insbesondere Angelegenheiten des Normprüfungsausschusses (Führung des Vorsitzes, Zusammenarbeit mit der Sächsischen Staatskanzlei und dem Sächsischen Staatsministerium des Innern) - Fragen der Gesetzesfolgenabschätzung - Rechtsbereinigung und Rechtsvereinfachung - Bereinigung von SED-Unrecht soweit nicht andere Staatsministerien zuständig sind | - Rechtsfragen hinsichtlich der Tätigkeit des ehemaligen Ministeriums für Staatssicherheit/Amtes für nationale Sicherheit - Angelegenheiten der Volksgesetzgebung - Organisation und Dienstaufsicht im Bereich der ordentlichen Gerichtsbarkeit, der Verwaltungsgerichtsbarkeit, der Finanzgerichtsbarkeit, der Sozialgerichtsbarkeit, der Arbeitsgerichtsbarkeit, der Disziplinargerichtsbarkeit und der Staatsanwaltschaft - Angelegenheiten der Rechtsanwälte und Notare - Grundbuchwesen - Organisation und Dienstaufsicht im Bereich des Justizvollzuges, der Bewährungshilfe und der Gerichtshilfe - Gnadensachen (soweit nicht die Sächsische Staatskanzlei oder andere Ressorts zuständig sind) - Prüfung und Ausbildung des juristischen Nachwuchses und der Anwärter für die Laufbahnen in der ordentlichen Gerichtsbarkeit, in den Fachgerichtsbarkeiten, in der Disziplinargerichtsbarkeit und der Staatsanwaltschaft sowie für die Laufbahnen im Bereich des Justizvollzugs, der Bewährungshilfe und der Gerichtshilfe - Fortbildung der Justizbediensteten - Schulen im Bereich der Rechtspflege und des Strafvollzuges |

## Organisationsstruktur
Das Sächsische Staatsministerium der Justiz gliedert sich in fünf Abteilungen und 23 untergeordneten Referaten.
| Abteilung | Bezeichnung/Zuständigkeiten                                             |
| --------- | ----------------------------------------------------------------------- |
| I         | Personal, Haushalt und Organisation                                     |
| II        | Öffentliches Recht, Ausbildung, Fortbildung und Landesjustizprüfungsamt |
| III       | Strafrecht und Zivilrecht, Informationstechnologie in der Justiz        |
| IV        | Justizvollzug, Soziale Dienste der Justiz, Justizbau                    |
| V         | Demokratie, Bürgerbeteiligung und Gleichstellung                        |

| Referat | Bezeichnung/Zuständigkeiten |
| ------- | --- |
| I 1     | Personalangelegenheiten der Richter, der Beamten der LG 2, 2. EE und gleichwertig eingesetzter Beschäftigter                                                           |
| I 2     | Grundsatz Personal, Gerichtsorganisation |
| I 3     | Organisation, Innerer Dienst, Personalangelegenheiten der Beamten der LG 1, der LG 2, 1. EE und gleichwertig eingesetzter Beschäftigter des SMJus                      |
| I 4     | Haushalt |
| II 1    | Erste Juristische Prüfung und Zweite Juristische Staatsprüfg., Juristenausbildung, Anerkenng. jurist. Prüfg., Eignungsprüfg. von Rechtsanwälten aus EU-Mitgliedstaaten |
| II 2    | Verfassungsrecht, Verfahrensrecht der öffentlich-rechtlichen Fachgerichtsbarkeiten, Datenschutzrecht, Deregulierung                                                    |
| II 3    | Normprüfung, Verwaltungsrecht, Rechtsbereinigung |
| II 4    | Aus- und Fortbildung in der Justiz (ohne Justizvollzug), Auslandskontakte der Justiz, Rechtskundeunterricht                                                            |
| III 1   | Straf- u. Strafverfahrensrecht, Straf- und Maßregelvollstreckung, Rechtshilfe in Strafsachen, Ordnungswidrigkeitenrecht, Staatsanwaltschaften, Gnadenwesen             |
| III 2   | Zivilverfahrensrecht, Rechtshilfe in Zivilsachen, Angelegenheiten der Rechtsanwälte und Notare                                                                         |
| III 3   | Materielles Zivilrecht, einigungsbedingte Fragen des Vermögens-, Schuld- und Sachenrechts                                                                              |
| III 4   | Informationstechnologie in der Justiz |
| III 5   | E-Verfahrensakte |
| IV 1    | Personal- und Organisationsangelegenheiten Justizvollzug |
| IV 2    | Bau- und Liegenschaftsangelegenheiten der Justiz (einschließlich Justizvollzug), Sicherheit im Justizvollzug                                                           |
| IV 3    | Vollzugliche Grundsatzfragen, Normsetzung in Vollzugsangelegenheiten, Beschwerdewesen                                                                                  |
| IV 4    | Haushalt, vollzugliches Arbeitswesen und Wirtschaftsverwaltung, Standortplanung, Vollzugscontrolling, Statistik                                                        |
| IV 5    | Vollzugsgestaltung, Übergangsmanagement, Soziale Dienste der Justiz, Aus- und Fortbildung für den Justizvollzug                                                        |
| V 1     | Grundsatz Demokratie und Demokratieentwicklung |
| V 2     | Bürgerbeteiligung, Online-Bürgerbeteiligungsformate |
| V 3     | Allgemeine Gleichstellungspolitik, Gleichstellung von Frauen und Männern                                                                                               |
| V 4     | Antidiskriminierung, LSBTTIQ*, Gewaltschutz für Frauen, Landeskoordinierungsstelle Istanbulkonvention                                                                  |